# Flügel (Familienname)
Flügel (auch Fluegel) ist ein deutscher Familienname.

## Namensträger
- Adrian Flügel (* 1991), deutscher Rettungsschwimmer
- Axel Flügel (* 1956), deutscher Historiker
- Carsten Flügel (* 1964), deutscher Sportreporter
- Christof Flügel, deutscher Provinzialrömischer Archäologe und Oberkonservator am Bayerischen Landesamt für Denkmalpflege
- Darlanne Fluegel (1953–2017), US-amerikanische Schauspielerin
- Elias Fügel (* 2002), deutscher Handballspieler
- Erentraud Flügel-Kahler (* 1936), österreichische Mineralogin
- Erik Flügel (1934–2004), auch Erik Fluegel, österreichischer Paläontologe
- Ernst Flügel (1844–1912), deutscher Komponist
- Eva Schulz-Flügel (* 1939), deutsche evangelische Theologin
- Ewald Flügel (1863–1914), deutsch-amerikanischer Anglist
- Felix Flügel (Karl Alfred Felix Flügel; 1820–1904), deutscher Philologe
- Fritz Flügel (1897–1973), deutscher Mediziner
- Gustav Flügel (Orientalist) (1802–1870), deutscher Orientalist
- Gustav Flügel (Komponist) (1812–1900), deutscher Komponist und Musiker
- Gustav Flügel (Ingenieur) (1885–1967), deutscher Ingenieur
- Hans Flügel (1930–2012), deutscher Fußballspieler
- Heinrich Flügel (Architekt) (1849–1930), deutscher Architekt
- Heinrich Flügel (Jurist) (1891–1940), deutscher Jurist
- Heinz Flügel (1907–1993), deutscher Publizist, Schriftsteller und Hörspielautor
- Helmut W. Flügel (1924–2017), österreichischer Geologe und Paläontologe
- Jakob Flügel (1828–1895), deutscher Unternehmer, Mitglied des Nassauischen Kommunallandtags
- Jens Flügel (* 1964), deutscher Fußballspieler
- Johann Gottfried Flügel (1788–1855), deutscher Lexikograf
- Johann Heinrich Flügel (1761–1831), deutscher Politiker
- Julian Flügel (* 1986), deutscher Langstreckenläufer
- Karl Flügel (Maler) (1890–1967), deutscher Maler und Grafiker
- Karl Flügel (Bischof) (1915–2004), deutscher Theologe, Weihbischof in Regensburg
- Karl Wilhelm Flügel (1788–1857), Schweizer Arzt
- Michael Flügel (* 1970), deutscher Jazzmusiker
- Oliver Flügel-Martinsen (* 1977), deutscher Politikwissenschaftler
- Otto Flügel (1842–1914), deutscher Theologe
- Rolf Flügel (1897–1982), deutscher Journalist und Autor
- Roman Flügel (* 1970), deutscher Musikproduzent
- Rudolf Flügel (* 1938), deutscher Architekt und Maler
- Wilhelm Flügel (1878–1934), deutscher Lehrer und Vorsitzender des Deutschen Beamtenbundes bis 1933
- Wolfgang-Albert Flügel (* 1949), deutscher Geograph und Hochschullehrer